# Palheiro da Terra
O Palheiro da Terra é um ilhéu a cerca de 850 metros a noroeste da Selvagem Grande, nas Ilhas Selvagens, Região Autónoma da Madeira, Portugal.